# Rosulabryum macrophyllum
Rosulabryum macrophyllum là một loài Rêu trong họ Bryaceae. Loài này được (Cardot & Broth.) Ochyra mô tả khoa học đầu tiên năm 2003.